# Ignacio Maestro Puch
Ignacio Daniel Maestro Puch (San Miguel de Tucumán, 13 agosto 2003) è un calciatore argentino, attaccante dell'Independiente in prestito dall'Atl. Tucumán.

## Carriera

### Club
Dopo aver iniziato la carriera sportiva giocando a rugby, dai 14 anni si dedica al calcio, crescendo nel settore giovanile dell'Atlético Tucumán. Il 1º febbraio 2021 firma il primo contratto professionistico, valido fino al 2023; esordisce in prima squadra il 10 febbraio 2022, nella partita di Copa de la Liga Profesional persa per 1-0 contro il Sarmiento (J). Il 9 luglio prolunga fino al 2025; il 19 luglio seguente segna la prima rete con El Decano, in occasione dell'incontro di Primera División vinta per 1-0 contro il Sarmiento (J).

### Nazionale
Nel gennaio del 2023, è stato convocato dalla nazionale Under-20 argentina per il campionato sudamericano di categoria in Colombia.
Nel maggio dello stesso anno, è stato incluso dal selezionatore Javier Mascherano nella rosa partecipante ai Mondiali Under-20, organizzati in casa.

## Statistiche

### Presenze e reti nei club
Statistiche aggiornate al 3 maggio 2025.
| Stagione             | Squadra              | Campionato           | Campionato | Campionato | Coppe nazionali | Coppe nazionali | Coppe nazionali | Coppe continentali | Coppe continentali | Coppe continentali | Altre coppe | Altre coppe | Altre coppe | Totale | Totale |
| Stagione             | Squadra              | Comp                 | Pres       | Reti       | Comp            | Pres            | Reti            | Comp               | Pres               | Reti               | Comp        | Pres        | Reti        | Pres   | Reti   |
| -------------------- | -------------------- | -------------------- | ---------- | ---------- | --------------- | --------------- | --------------- | ------------------ | ------------------ | ------------------ | ----------- | ----------- | ----------- | ------ | ------ |
| 2022                 | Atlético Tucumán     | PD                   | 16         | 2          | CA+CdL          | 1+2             | 0               | -                  | -                  | -                  | -           | -           | -           | 19     | 2      |
| 2023                 | Atlético Tucumán     | PD                   | 17         | 0          | CA+CdL          | 0+9             | 0               | -                  | -                  | -                  | -           | -           | -           | 26     | 0      |
| Totale carriera      | Totale carriera      | Totale carriera      | 33         | 2          |                 | 12              | 0               |                    | -                  | -                  |             | -           | -           | 45     | 2      |
| 2024                 | Independiente        | PD                   | 13         | 1          | CA+CdL          | 1+12            | 0+1             | -                  | -                  | -                  | -           | -           | -           | 26     | 2      |
| 2025                 | Independiente        | PD                   | 7          | 0          | CA              | 0               | 0               | CS                 | 3                  | 0                  | -           | -           | -           | 10     | 0      |
| Totale Independiente | Totale Independiente | Totale Independiente | 20         | 1          |                 | 13              | 1               |                    | 3                  | 0                  |             | -           | -           | 36     | 2      |
| Totale carriera      | Totale carriera      | Totale carriera      | 53         | 3          |                 | 25              | 1               |                    | 3                  | 0                  |             | -           | -           | 81     | 4      |